# Wolfenstein II: The New Colossus
Wolfenstein II: The New Colossus — відеогра жанру шутера від першої особи, розроблена MachineGames і видана Bethesda Softworks 27 жовтня 2017 року для Windows, PlayStation 4 і Xbox One.
Гра продовжує події Wolfenstein: The New Order, описуючи альтернативну історію, в якій Америка 1961 року перебуває під окупацією нацистів. Герой попередньої гри Вільям Бласковіц повинен розшукати лідерів американських повстанців і організувати революцію для визволення держави.

## Сюжет
Після знищення фортеці генерала Тотенкопфа, Вільям Бласковіц опинився в комі. Він отямлюється через 5 місяців 1961 року на підводному човні повстанців «Молот Єви», саме коли його штурмують нацисти. Їхня командир Фрау Енгель розшукує Вільяма, щоб помститися за колишні події. Слабкий і скалічений, Бласковіц бере зброю в пораненого повстанця та на інвалідному візку пробивається до Сета Рота. Той розповідає, що кохана Бласковіца, Аня, опинилася відрізаною від решти команди. Невдовзі Керолайн Бейкер і Пробст Вайт (або Фергус Рід, залежно від подій The New Order) потрапляють в засідку Фрау. Вона оголошує, що відпустить їх в обмін на Бласковіца. Вільям прибуває до неї, але Енгель не дотримується слова та збирається вбити їх усіх, першою обзголовлюючи Керолайн. При цьому вона принижує свою доньку Сіґрун, через що полонені отримують шанс вирватися. Бласковіц одягає костюм, який повертає йому здатність ходити й розстрілює нацистів. Енгель тікає, а Сіґрун приєднується до повстанців. Вільям приносить тіло Керолайн на «Молот Єви» та береться продовжити її справу.
Вільям вирушає до руїн Нью-Йорка, знищеного атомною бомбою наприкінці Другої світової війни. Там він розшукує лідера повстанців Грейс Волкер і Нормана Кейлдвелла. Їхню базу в Емпайр-Стейт-Білдінг атакують нацисти, тож Вільям приводить повстанців на підводний човен. Там він розуміє, що через колишні травми скоро помре. Грейс розробляє план вбити верхівку нацистського уряду США в Розвеллі. Бласковіц вирушає туди під виглядом пожежника, взявши з собою портативну ядерну бомбу. Його викриває нацистський офіцер, але того застрелює Норман, який відводить Бласковіца до свого бункера, в якому працював у 1947. Завдяки підземним тунелям вдається закласти бомбу в потрібному місці. Вільям викрадає мотоцикл, а від'їхавши на безпечну відстань дистанційно підриває бомбу і вирушає до рідного міста Месквіт.
У Месквіті він відвідує рідну домівку, де знаходить обручку матері і зустрічає свого батька, який знущався з Вільяма в дитинстві. Той підтримує нацистську окупацію і зізнається, що здав свою дружину загарбникам за те, що вона єврейка. Батько намагається вбити сина і той змушений вбити його. Але тут за доносом батька прибуває Енгель з військами. Фрау забирає обручку, глузуючи з Вільяма. Нацисти беруть Бласковіца в полон, де його потай відвідує Норман. Він розповідає, що невдовзі Вільяма показово стратять, тому організовує втечу. Та Фрау розкриває задум, вбиває Нормана й відправляє Вільяма на суд. Там він уявляє як звільняється і відвідує матір, яка підтримує його словами. Його приводять на місце страти на меморіалі Лінкольна. Фрау Енгель власноруч відрубує Бласковіцу голову перед натовпом і телекамерами.
Однак повстанці ловлять його голову за допомогою дрона і пересаджують її на тіло, розроблене нацистами для ідеальних солдатів. Бласковіц стає надзвичайно сильним і отримує броню. Він виходить на завдання в Нью-Йорку та Новому Орлеані, де добуває цінні документи та збирає інших повстанців. Розробляється план викрасти летючу фортецю «Аусмерзер», щоб її не було використано проти майбутньої революції. Фортецю охороняє система «Одін», коди доступу до якої зберігаються на Венеріанській колонії нацистів, яка літає в атмосфері. Бласковіц вирушає туди, вдаючи з себе актора, що повинен знятися в пропагандистському фільмі в ролі самого Бласковіца. Його кандидатуру затверджує сам Адольф Гітлер, доти старий хворий маразматик. Вільям добуває коди, після чого повертається на Землю, де віддає їх на дешифровку.
Повстанці захоплюють «Аусмерзер» і пробираються на телестудію, де саме виступає Енгель. Бласковіц зарубує її сокирою, а його товариші закликають по телебаченню американців почати революцію. Вільям знімає з руки Енгель обручку своєї матері та робить Ані пропозицію вийти за нього.